# Genuneni
Genuneni – wieś w Rumunii, w okręgu Vâlcea, w gminie Frâncești. W 2011 roku liczyła 457 mieszkańców.